# Fizely János
Fizely János (Alsókálnok, 1786 – 1856. október 15.) evangélikus lelkész.

## Élete
Szegény parasztcsalád sarja volt, örökségül csak egy Bibliát kapott. Lőcsén és Pozsonyban a lelkészi pályára készült. 1812-ben a necpáli nemes ifjak nevelőintézetében kezdett dolgozni. Hét év múlva a tiszolci felsőbb iskola vezetésére kérték fel. Itt szintén hét évig igyekezett érvényt szerezni az újabb pedagógiai eszméknek. 1826-ban Sajókazára ment lelkésznek, ahol minden negyedik vasárnap tartott magyar nyelvű istentiszteletet. Ottlétének utolsó éveiben azonban már három egymás utáni vasárnap a magyaroknak és csak a negyediken a szlovákoknak. 1850-ben Csetnekre kapott meghívást mint magyar lelkész, ugyanakkor az akkor még ott lévő grammatikai és syntaxis osztálynak tanára volt.

## Művei
- Menssj Šlabikár, Lőcse, 1823. (és Beszterczebánya, 1826. Lőcse, 1836. E kis úttörő munka azért nevezetes, mert hazánkban az elsők egyike ismertette meg a hangoztató mód szerint való olvasást a Pozsonyban 1804 és 1836-ban megjelent Paulini-féle Slabikár mellett; ez volt az első, mely a latin és német olvasásra vezető toldalékok helyett a magyar olvasásra fokozatosan előkészítő toldalékokat mellékelt.)
- Mint a Solennia tudományos egyesület tagja, az őszi közgyűlésen felolvasást tartott az olvasás-tanítás célszerűbb voltáról, mely a Solennia c. évkönyv XIII. foly. megjelent.